# Frühzeitige Beteiligung
Frühzeitige Beteiligung ist ein in § 3 Baugesetzbuches festgelegter Verfahrensschritt in öffentlichen Planungsverfahren, z. B. Raumordnungsverfahren oder bei der Bauleitplanung zur Information und Beteiligung der Öffentlichkeit.

## Verfahren
Von der entsprechenden Verwaltung zur Auslage vorbereiteten Planungsentwürfe usw. werden in Beschlussgremien, wie beispielsweise der Gemeinderat, öffentlich erörtert und beschlossen. Sie sind mit der Begründung und den wesentlichen bereits vorliegenden umweltbezogenen Stellungnahmen für vier Wochen öffentlich auszulegen, Ort und Zugangsmöglichkeiten mindestens eine Woche vorher ortsüblich bekannt zu machen.
Während der Frist kann jedermann Anregungen, Einwendungen oder andere Stellungnahmen schriftlich oder zur Niederschrift abgeben. Fristgemäße Stellungnahmen sind vom Planungsträger zu prüfen; das Ergebnis ist mitzuteilen, dies geschieht in der Regel wiederum im Beschlussgremium. Hieraus erfolgt als weiterer Verfahrensschritt der Beschluss zur Offenlage.

## Ausnahmen
Eine sich auf Nachbargebiete nicht oder nur unwesentliche auswirkende Aufstellung oder Aufhebung eines Bebauungsplans sowie eine Unterrichtung und Erörterung auf andere Weise machen eine frühzeitige Beteiligung verzichtbar. 